# Ruud ter Heide
Ruud ter Heide (Enschede, 15 oktober 1982) is een voormalig Nederlands betaald voetballer die als aanvaller speelde. 

## Loopbaan
Ter Heide werd ontdekt bij de plaatselijke voetbalclub FC Twente. Tussen 2001 en 2003 speelde hij voor die club zijn eerste vier wedstrijden in het betaald voetbal. In het seizoen 2003-2004 verhuisde Ter Heide naar Eintracht Nordhorn in Duitsland. Hij speelde dertig wedstrijden voor de Duitse club en trof daarin 24 maal doel. In het seizoen 2004-2005 kwam Ter Heide uit voor de amateurs van Werder Bremen, waarna hij in het seizoen 2005-2006 na twee wedstrijden terug naar Nederland kwam, naar AGOVV Apeldoorn. Ter Heide speelde in het seizoen 2008-2009 voor SC Cambuur en had daar een contract tot 2011. Op 5 januari 2010 werd hij voor de rest van het seizoen verhuurd aan FC Emmen, dat hem in juni definitief overnam. Hij tekende voor de duur van vier seizoenen.
Ter Heide verruilde op 9 januari 2012 per direct FC Emmen voor de koploper in de Jupiler League, FC Zwolle. Hij werd voor zes maanden gehuurd. Met de komst van de 29-jarige spits werd de dun bezette voorhoede van FC Zwolle voorzien van meer keuzemogelijkheden, na het seizoen ging de spits weer terug naar FC Emmen.
In mei 2013 speelde Ter Heide zijn laatste competitiewedstrijd in het betaalde voetbal en scoorde hij namens FC Emmen tegen FC Oss. In de zomer 2013 verkaste hij naar de amateurs SVZW. In twaalf jaar betaald voetbal kwam hij in 310 duels tot 141 doelpunten.
Na zijn actieve loopbaan was hij trainer van de amateurs GVV Eilermark uit Glanerbrug. Na een periode als trainer speelde hij bij die club enige tijd in het eerste elftal tot maart 2017.

## Clubstatistieken
| Seizoen | Club                  | Competitie          | Duels | Goals |
| ------- | --------------------- | ------------------- | ----- | ----- |
| 2001/02 | FC Twente             | Eredivisie          | 4     | 0     |
| 2002/03 | Jong FC Twente        | Beloften Eredivisie | ?     | ?     |
| 2003/04 | Eintracht Nordhorn    | Oberliga Nord       | 30    | 24    |
| 2004/05 | Werder Bremen II      | Regionalliga Nord   | 29    | 7     |
| 2005/06 | Werder Bremen II      | Regionalliga Nord   | 2     | 0     |
| 2005/06 | AGOVV Apeldoorn       | Eerste divisie      | 29    | 15    |
| 2006/07 | AGOVV Apeldoorn       | Eerste divisie      | 37    | 17    |
| 2007/08 | AGOVV Apeldoorn       | Eerste divisie      | 33    | 19    |
| 2008/09 | SC Cambuur Leeuwarden | Eerste divisie      | 34    | 11    |
| 2009/10 | Cambuur Leeuwarden    | Eerste divisie      | 13    | 3     |
| 2009/10 | FC Emmen              | Eerste divisie      | 16    | 12    |
| 2010/11 | FC Emmen              | Eerste divisie      | 29    | 15    |
| 2011/12 | FC Emmen              | Eerste divisie      | 17    | 5     |
| 2011/12 | → FC Zwolle           | Eerste divisie      | 12    | 2     |
| 2012/13 | FC Emmen              | Eerste divisie      | 23    | 8     |
| Totaal  | Totaal                | Totaal              | 310   | 141   |

## Steekpartij
Op donderdag 5 juli 2018 werd Ruud ter Heide, samen met zijn broer, veroordeeld tot een gevangenisstraf voor de duur van 12 jaar voor doodslag en poging tot doodslag. Bij een steekpartij op 5 augustus 2017 in het Overijsselse Reutum bij een eetcafé kwam een 22-jarige man uit Winterswijk om het leven en raakte diens broer hierbij gewond. In hoger beroep werd hij op 26 maart 2021 veroordeeld tot een gevangenisstraf van 14 jaar. Zijn broer werd vrijgesproken van doodslag maar bleef veroordeeld voor openlijke geweldpleging waarvoor hij zijn straf al had uitgezeten.